# Wadi Fira (vùng)
Wadi Fira(tiếng Ả Rập: وادي فيرا, tiếng Pháp: Région de Wadi Fira) là một trong số 23 vùng thuộc Cộng hòa Tchad, giáp biên giới với các vùng Bắc Darfur và Tây Darfur của Sudan. 
Thủ phủ của nó là thị trấn Biltine.